# Municipio de Bygland
El municipio de Bygland (en inglés, Bygland Township) es un municipio del condado de Polk, Minnesota, Estados Unidos. Tiene una población estimada, a mediados de 2021, de 254 habitantes.
Abarca una zona exclusivamente rural.

## Geografía
Está ubicado en las coordenadas 47°48′28″N 96°55′18″O / 47.80778, -96.92167. Según la Oficina del Censo de los Estados Unidos, tiene una superficie total de 73.1 km², correspondientes en su totalidad a tierra firme.

## Demografía
Según el censo de 2020, en ese momento había 258 personas residiendo en la zona. La densidad de población era de 3.4 hab./km². El 96.12 % de los habitantes eran blancos, el 0.39 % era afroamericano, el 0.78 % eran amerindios, el 1.16 % eran de otras razas y el 1.55 % eran de una mezcla de razas. Del total de la población, el 0.78 % eran hispanos o latinos de cualquier raza.